# Ida Mayer
Ida Mayer (* 9. März 1993) ist eine deutsche Sprinterin.

## Karriere
International fiel sie erstmals bei den Juniorenweltmeisterschaften 2012 in Barcelona auf. Dort gewann sie Silber mit der 4-mal-100-Meter-Staffel. Im Finale des 100-Meter-Laufs belegte sie den 8. Platz.

## Persönliche Bestzeiten
- 100 m: 11,47 s, Barcelona 11. Juli 2012
- 200 m: 24,14 s, Böblingen 10. Juni 2012